# Erzsébetháza
Erzsébetháza (1899-ig Krajván, szlovákul: Kravany, németül: Kuhschwanz) község Szlovákiában, az Eperjesi kerületben, a Poprádi járásban.

## Fekvése
Poprádtól 10 km-re délnyugatra, a Hernád bal oldalán fekszik.

## Története
A falu 1317-ben „Villa Michaelies” néven tűnik fel az írott forrásokban. 1327-ben „Scentmyhal” alakban szerepel. Mai nevén 1398-ban említik először „Cravan” alakban. Magyar nevét temploma védőszentjéről, Árpád-házi Szent Erzsébetről kapta. A település a savniki cisztercita apátság területén keletkezett. A 18. századtól a szepesi püspökség birtoka. 1787-ben 63 házában 537 lakos élt.
A 18. század végén Vályi András így ír róla: „KRAVJÁN. Tót fau Szepes Várm. földes Ura a’ Szepesi Püspökség, lakosai katolikusok, fekszik Kubacknak szomszédságában, és annak filiája, határjának 2/3 része hegyes, kőves, és posványos, réttyeinek is 3/4 része, ritka füvet terem.”
1828-ban 92 háza volt 666 lakossal. Lakói mezőgazdasággal, fuvarozással foglalkoztak.
Fényes Elek 1851-ben kiadott geográfiai szótárában így ír a faluról: „Krajván, (Kuhschvanz), Szepes v. tót falu, Tepliczhez délre egy órányira: 666 kath. lak. Sok erdő, legelő. F. u. a szepesi püspök. Ut. post. Lőcse.”
A trianoni diktátumig Szepes vármegye Szepesszombati járásához tartozott.

## Népessége
| Év:            | 1994. | 2004.   | 2014.    | 2024.   |
| -------------- | ----- | ------- | -------- | ------- |
| Emberek száma: | 774   | 817     | 903      | 900     |
| Eltérés:       |       | +5,55 % | +10,52 % | -0,33 % |

| Év:            | 2023. | 2024.   |
| -------------- | ----- | ------- |
| Emberek száma: | 890   | 900     |
| Eltérés:       |       | +1,12 % |

1910-ben 619, túlnyomórészt szlovák anyanyelvű lakosa volt.
2001-ben 818 lakosából 787 szlovák volt.
2011-ben 883 lakosából 816 szlovák volt.
2021-ben 897 lakosából 31 (+15) cigány, 1 ruszin, 851 (+16) szlovák, 4 (+1) egyéb és 10 ismeretlen nemzetiségű volt.

## Nevezetességei
- Római katolikus temploma 1842-ben épült klasszicista stílusban, a korábbi gótikus templom helyén. Gótikus keresztelőmedencéje 14. századi.